# Die Prärie

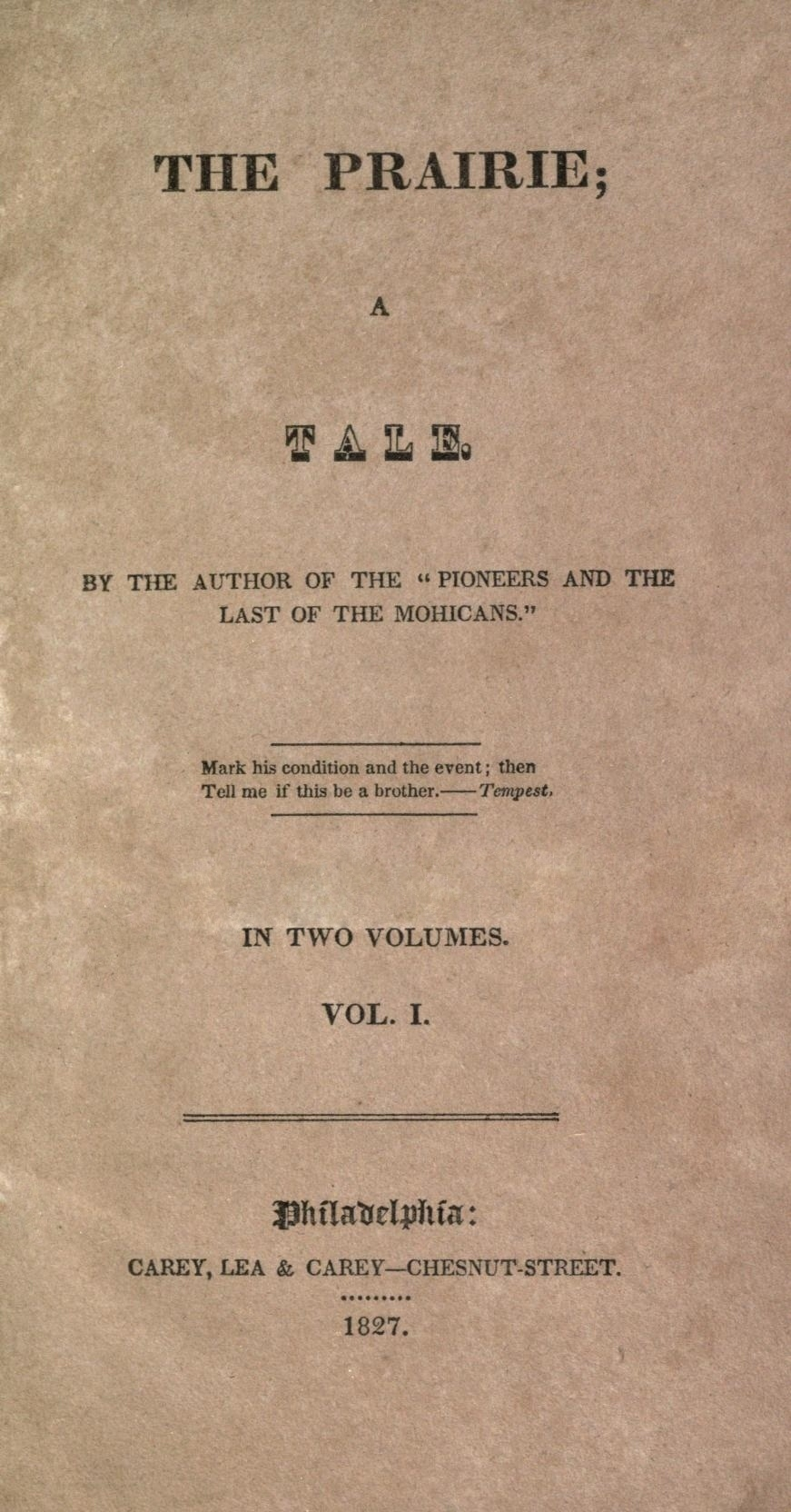
„The Prairie“, Titel der Originalausgabe 1827

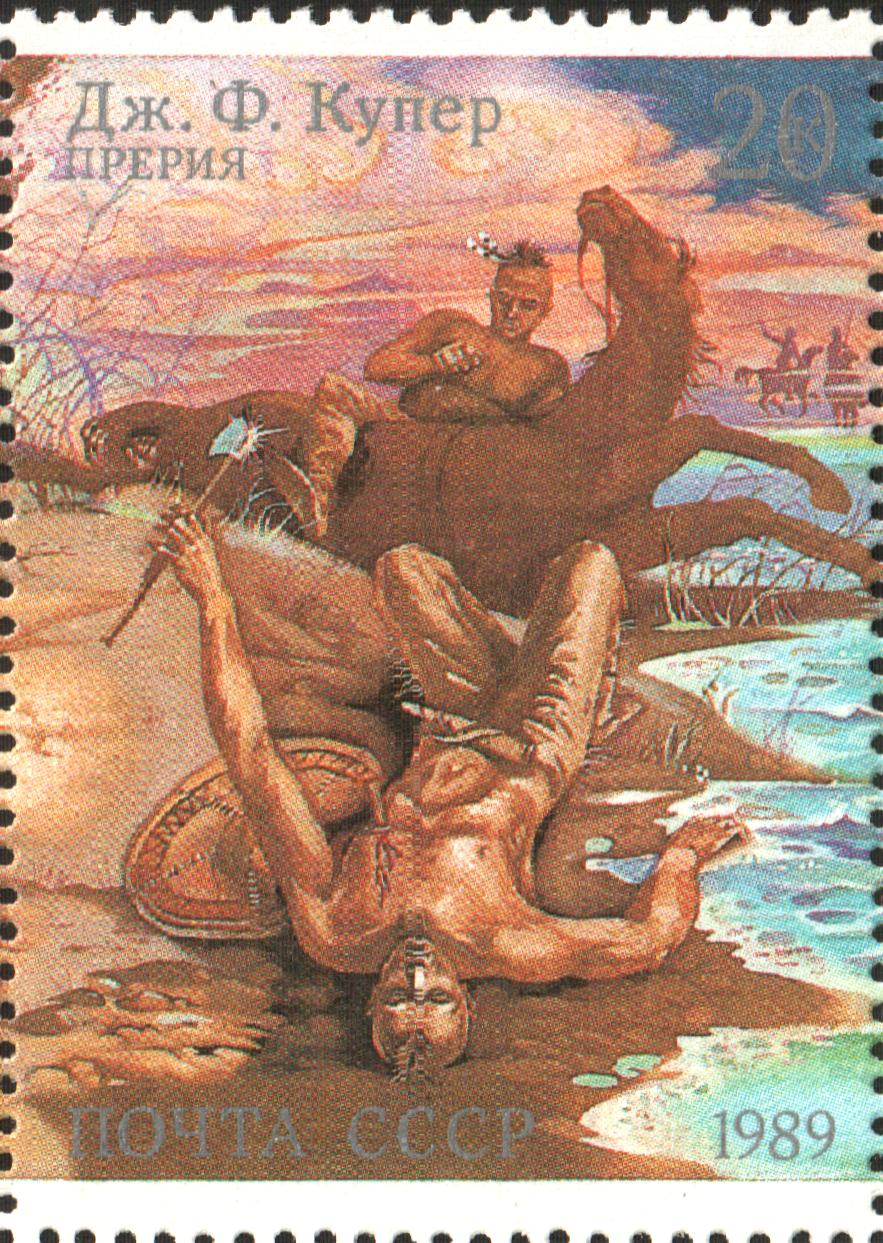
Die Prärie (Sowjetische Briefmarkenausgabe zu Ehren des 200. Geburtstages von J. F. Cooper, 1989)

Die Prärie (engl. The Prairie: A Tale) ist ein 1827 veröffentlichter Abenteuer- und Gesellschaftsroman des amerikanischen Schriftstellers James Fenimore Cooper (1789–1851).
Die Prärie erschien als der dritte Band des fünfteiligen Lederstrumpf-Zyklus. Im chronologischen Handlungsablauf der Serie bildet der Roman den fünften und letzten Band und ist in seiner Handlung teilweise mit dem zweiten Band Der letzte Mohikaner verknüpft. Die deutschsprachige Übersetzung des Romans erschien 1828 zunächst unter dem Titel „Die Steppe“. Im Jahr 1845 folgte in der Übersetzung von Gottfried Friedenberg (1796–1874) erstmals eine Ausgabe mit dem heutigen Titel.

## Inhalt
Im Jahr 1804 reist der wegen illegaler Landnahme aus Kentucky geflohene Ishmael Bush mit seiner Großfamilie in mehreren Planwagen durch die Prärie westlich des Mississippis. Zum Treck gehören Ismaels Frau Esther, ihre 14 Kinder, Ellen Wade, die Nichte von Esthers verstorbenem erstem Mann, Esthers Schwager Abiram White und der Arzt und Naturforscher Dr. Obet Bat. Die Gruppe trifft den circa 80-jährigen Trapper Natty Bumppo, der zusammen mit seinem Hund in der Prärie lebt. Dieser führt die Gruppe zu einem geeigneten Lagerplatz.
Als die Siedler beginnen, einige Bäume zu fällen, zieht es Bumppo vor, außerhalb des Lagers zu bleiben, da er den zunehmenden Siedlerstrom, verursacht durch den Louisiana Purchase, sehr kritisch sieht.
Der Trapper überrascht Ellen, die sich mit ihrem heimlichen Verlobten, dem Imker Paul Hoover, trifft. Die drei werden von einer Gruppe Sioux unter der Führung von Häuptling Mahtorees gefangen genommen. Zwar gelingt es dem Trapper, die Indianer abzulenken, so dass die Gruppe fliehen kann, er kann aber nicht verhindern, dass die Rinder und Schafe der Siedler gestohlen werden. Ihrer Zugtiere beraubt, müssen die Männer die Wagen selber ziehen. Der Trapper empfiehlt Ishmael Bush ein Felsplateau, das mehr Sicherheit bietet als die offene Prärie. Dabei bemerkt der Fallensteller, dass einer der Wagen von Abiram White besonders bewacht wird.
Nachdem die Gruppe das neue Lager errichtet hat, kommt es zu einem folgenschweren Streit zwischen Bush, der sich hier als Bauer niederlassen will, und White, der weiterziehen will. Im Verlauf des Familienzwistes entdeckt Ellen in Whites Wagen die von ihm entführte Kreolin Inez de Certavallos-Middleton. Dies facht die Auseinandersetzung so weit an, dass Asa Bush seinen Onkel angreift und auf ihn einschlägt. Um die Situation zu beruhigen und um von der Entführung abzulenken, weist Ishmael Bush seinen Sohn und seinen Schwager an, mit ihm auf die Jagd zu gehen.
Zur selben Zeit treffen Bumppo, Hoover und Dr. Bat auf den Offizier Duncan Uncas Middleton. Dieser soll im Auftrag von Präsident Thomas Jefferson und Kriegsminister Henry Dearborn das neuerworbene Land erkunden. Middleton erklärt, dass sein Freund Meriwether Lewis den nördlichen Teil des Gebietes durchqueren soll. Es stellt sich heraus, dass Middleton der Enkel von Major Duncan Heyward, einem Freund von Natty Bumppo, ist, und dass er White verdächtigt, seine Frau Inez entführt zu haben. Der Trapper berichtet von seiner Beobachtung in Zusammenhang mit dem geheimnisvollen Wagen. Dr. Bat erklärt sich bereit, im Lager nach Inez zu suchen und ihr eine Nachricht zu übermitteln.
Am nächsten Tag brechen Esther Bush und die Männer der Sippe auf, um Asa zu suchen, der nicht von der Jagd zurückgekehrt ist. Seine Familie entdeckt seine Leiche in einem Gebüsch und stellt fest, dass er von hinten erschossen wurde.
Bumppo, Hoover, Dr. Bat und Middleton haben den Abmarsch der Gruppe beobachtet, sie gehen ins Lager, befreien Inez und klären Ellen über den Sachverhalt auf, daraufhin erklärt sich Ellen bereit, mit ihrem Verlobten mitzugehen. Unterwegs trifft die Gruppe auf den Pawnee-Häuptling Hard Heart, dessen Stamm sich im Krieg mit den Sioux befindet und der sich daher der Gruppe nicht anschließt.
Später werden die Fliehenden von Mahtoree und seinen Leuten gefangen genommen. Auf dem Weg ins Siouxdorf gelingt ihnen aber erneut die Flucht. Dabei treffen sie wieder auf Hard Heart. Dieser berichtet, dass sich die Sioux und die Familie Bush verbündet haben und dass sie Bumppo des Mordes an ihrem Sohn und der Entführung von Ellen verdächtigen. Mit Hilfe eines von Hard Heart gebauten Bootes gelingt es der Gruppe, einen Fluss zu überqueren. Sie werden aber am anderen Ufer erneut von den Sioux gefangen genommen und in deren Dorf gebracht. Auch die Familie Bush lagert in der Nähe der Sioux-Siedlung. Dort halten alle Häuptlinge Kriegsrat über die Gefangenen ab. Mahtoree fordert den Tod von Hard Heart und die Zwangsheirat mit Ellen und Inez, um so die Ebenbürtigkeit mit den Siedlern zu zeigen. Als ein Indianer Hard Heart mit einem Tomahawk bedroht, gelingt es diesem, die Waffe zu entwenden und aus dem Dorf zu fliehen. Auf der Flucht trifft er andere Pawnee-Krieger, bei einem anschließenden Kampf tötet Hard Heart Mahtoree auf einer Sandbank im Fluss. Da die Sioux-Krieger im Gefecht verwickelt sind, dringt die Familie Bush in das Indianerdorf ein und befreit die Gefangenen.
Am nächsten Tag hält Ishmael Bush Gericht über Bumppo. Dabei stellt sich heraus, dass Asa von Abiram White erschossen wurde. Esther und Ishmael beschließen, dass White sich selbst richten soll. Ellen erklärt, dass sie die Familie Bush verlassen und mit Paul zusammen nach Kentucky gehen will. Während die Familie Bush weiterzieht, reisen die anderen zusammen in das Dorf von Hard Heart. Dort treffen sie auf Soldaten von Middletons Einheit, mit diesen zusammen will die Gruppe den Fluss hinab fahren. Allerdings will Natty Bumppo sein Lebensende mit den Pawnee-Indianern verbringen, da er deren Lebensstil besser versteht.
Im Herbst des nächsten Jahres besuchen Paul Hoover, Duncan Uncas Middleton und einige seiner Soldaten das Pawnee Dorf. Dort treffen sie den im Sterben liegenden Trapper. Dieser bittet sie, seinen Grabstein mit seinen Lebensdaten und einem Bibelvers zu versehen. Dies versprechen sie ihm, bevor er in den Armen von Middleton stirbt.

### Textausgaben
- Die Prärie. Vollständige Ausgabe. Bearbeitete Übersetzung von E. Kolb u. a. durch Rudolf Drescher, Illustrationen von D. E. Darley, Insel-Taschenbuch 183, 1. Auflage, Frankfurt am Main 1977, ISBN 3-458-01883-2

### Sekundärliteratur
- Kindlers Literatur Lexikon Band 4. Stuttgart 2009, ISBN 978-3-476-04000-8, S. 175.